# Karate Kid: Legendy
Karate Kid: Legendy (ang. Karate Kid: Legends) – amerykański film akcji w reżyserii Jonathana Entwistle’a. Jest to szósty obraz z serii Karate Kid, będący jednocześnie sequelem serialu Cobra Kai i filmu Karate Kid z 2010 roku.

## Fabuła
Akcja filmu rozgrywa się trzy lata po wydarzeniach z serialu Cobra Kai. Nastoletni Li Fong trenuje kung fu pod okiem mistrza Hana. Jednak, gdy jego matka otrzymuje ofertę pracy w Nowym Jorku, zmuszony jest opuścić Pekin. W nowym miejscu chłopak zmaga się z problemami adaptacyjnymi, ale wszystko zmienia się, kiedy poznaje Mię i jej ojca Victora, którzy prowadzą pizzerię.
Niedługo potem wdaje się w bójkę z byłym chłopakiem Mii i lokalnym mistrzem karate Conorem. Kiedy Victor popada w długi u lokalnego gangstera, który prowadzi szkółkę karate, Li postanawia wziąć udział w turnieju karate, mając za przeciwnika m.in. Conora. Choć zna kung fu, jego umiejętności okazują się niewystarczające, dlatego jego nauczyciel Pan Han zwraca się o pomoc do Daniela LaRusso, aby nauczył chłopaka nowego stylu walki. Połączenie dwóch różnych filozofii ma pomóc Li w wygraniu turnieju i przezwyciężeniu własnych słabości.

## Obsada
- Jackie Chan jako pan Han
- Ralph Macchio jako Daniel LaRusso
- Ben Wang jako Li Fong
- Sadie Stanley jako Mia Lipani
- Joshua Jackson jako Victor
- Ming-Na Wen jako dr Fong
- Aramis Knight jako Conor Day
- Wyatt Oleff jako Alan
- Shaunette Renée Wilson jako pani Morgan
- William Zabka jako Johnny Lawrence (cameo)

## Produkcja
Wkrótce po premierze filmu Karate Kid z 2010 roku ogłoszono, że powstanie jego kontynuacja, a Jaden Smith, Taraji P. Henson i Jackie Chan ponownie wcielą się w swoje role. W kwietniu 2014 roku ujawniono, że reżyserią zajmie się Breck Eisner. Powstały dwie robocze wersje scenariusza autorstwa Zaka Penna oraz duetu Ethana Reiffa i Cyrusa Vorisa. Jednakże trzy miesiące później Eisner opuścił projekt, a napisanie nowego scenariusza zlecono Jeremiahowi Friedmanowi i Nickowi Palmerowi. W kwietniu 2017 roku Eisner powrócił do projektu, ale Jackie Chan wyraził niezadowolenie ze scenariusza. Produkcja ostatecznie nie doszła do skutku.
We wrześniu 2022 roku ogłoszono, że trwają prace nad nowym filmem, który został opisany jako „powrót do oryginalnej serii Karate Kid”. W listopadzie natomiast poinformowano, że reżyserią zajmie się Jonathan Entwistle.
Pod koniec listopada 2023 roku oficjalnie podano informację, że w obsadzie znajdą się Jackie Chan i Ralph Macchio. Potwierdzono również, że oryginalne filmy, remake i serial Cobra Kai rozgrywają się w tym samym świecie. Ponadto Chan i Macchio ogłosili ogólnoświatowy otwarty casting na aktora, który zagra w filmie tytułową postać, opisaną jako chiński nastolatek, który przenosi się na Wschodnie Wybrzeże, by uczyć się sztuk walki. Macchio ujawnił też, że akcja filmu rozgrywać się będzie trzy lata po wydarzeniach z serialu.
W lutym 2024 roku w roli Li Fonga został obsadzony Ben Wang.W marcu Joshua Jackson, Sadie Stanley i Ming-Na Wen zostali obsadzeni w nieujawnionych rolach.
Główne zdjęcia rozpoczęły się 1 kwietnia 2024 roku w Montrealu, a zakończyły 3 czerwca.

## Premiera
Pierwotnie premiera została zaplanowana na 7 czerwca 2024 roku, ale z powodu strajku Amerykańskiej Gildii Aktorów Ekranowych w 2023 roku, została przesunięta na 13 grudnia 2024 roku. Jednak, aby jego premiera nie kolidowała z ostatnim sezonem Cobra Kai przeniesiono ją na 30 maja 2025 roku.
Uroczysta premiera filmu odbyła się 7 maja 2025 w Centro Comercial Mitikah, w mieście Meksyk.

## Odbiór
W serwisie Rotten Tomatoes film 59% ze 123 recenzji uznano za pozytywne, natomiast na portalu Metacritic średnia ocen z 34 recenzji wyniosła 51 punktów na 100.
Odbiór krytyków był mieszany. Z jednej strony film wzbudził uznanie za nawiązania do klasycznych elementów całej sagi oraz humorystyczne momenty, które mogły przyciągać zarówno wielbicieli oryginalnych filmów, jak i nowych widzów. Z drugiej strony uwagi krytyczne skupiły się na przewidywalnej fabule, która niewiele wnosi nowego do dobrze znanego schematu. Krytycy z Filmwebu określili go jako lekką letnią komedię, w której humor opiera się na slapstickowych scenach z udziałem Jackie’ego Chana oraz ciepłych żartach obyczajowych.
The Hollywood Reporter określił go jako chaotyczną i mało inspirującą kontynuację franczyzy, która mimo że nie ma przełomowej historii to może przywoływać nostalgię.
Natomiast Owen Gleiberman z portalu Variety stwierdził, że choć produkcja łączy elementy kung-fu i karate, tworząc „mitologię dwóch gałęzi jednego drzewa”, to nie wychodzi ona poza sprawdzoną formułę. Dodał, że mimo prostoty i przewidywalności, film można określić jako „odświeżająco skondensowany” będący jednocześnie „antidotum na przesyt współczesnych produkcji dla młodzieży”.